# Schwerer Dampfhammer 86
Schwerer Dampfhammer 86 war ein FTX-Herbstmanöver der Bundeswehr auf Divisionsebene im Herbst 1986 östlich von München.

## Truppengliederung
- 1. Gebirgsdivision,  Garmisch-Partenkirchen[2]
  - Panzerbrigade 24, Landshut
  - Panzerbataillon 241 (KPz Leopard 2)
  - Panzergrenadierbataillon 242 (SPz Marder)
  - Panzerbataillon 243 (KPz Leopard 2)
  - Panzerbataillon 244 (KPz Leopard 2)
  - Panzerartilleriebataillon 245 (PzHbz M109 A3G)
  - Panzerpionierkompanie 240
  - Gebirgssanitätsregiment 42 "Allgäu"[3]
- Teile der Heimatschutzbrigade 56
- Panzerbataillon 563, Landshut
- Panzergrenadierbataillon 562, Oberhausen
- Panzerpionierkompanie 100 (Panzergrenadierbrigade 10)

## Umfang
Schwerer Dampfhammer 86 fand vom 15. September bis 19. September 1986 im Raum Landshut, Erding, Rosenheim und Altötting statt. Durchgeführt wurde das Manöver von der 1. Gebirgsdivision, Garmisch-Partenkirchen.

## Ablauf
Bei Vilsbiburg, im Landkreis Landshut, ereignete sich ein tödlicher Unfall mit einem Panzer, bei dem zwei Soldaten ums Leben kamen.

## Eingesetztes Gerät
Eingesetztes militärisches Großgerät waren unter anderem Kampfpanzer Leopard 2, Leopard 1A1, Marder 1A2, außerdem M113 A2G-MTW Mannschaftstransportwagen, M48 AVLB und Transportpanzer Fuchs.